# Prosopocoilus bruijni
Prosopocoilus bruijni es una especie de coleóptero de la familia Lucanidae. Presenta las siguientes subespecies:
- Prosopocoilus bruijni bomansi
- Prosopocoilus bruijni pelengensis
- Prosopocoilus bruijni rufulus
- Prosopocoilus bruijni tahulandangensis

## Distribución geográfica
Habita en Sangihe (Indonesia).